# Madalena (Azoren)
Madalena ([mɐðɐˈlenɐ] ) ist eine Hafenstadt mit 2882 Einwohnern (Stand 19. April 2021) auf der Insel Pico der Inselgruppe der Azoren, die zu Portugal gehören.

## Geographie
Der Ort liegt an der Westküste der Insel Pico. Über die 8,3 km breite Meeresstraße Canal do Faial erreicht man in 20 Minuten das gegenüberliegende Horta auf der Nachbarinsel Faial. Madalena in einer Entfernung von etwa 1/2 Seemeile vorgelagert sind zwei markante Felsen, die durch vulkanische Aktivität entstandenen Ilhéus da Madalena: Die längliche, bis 52 m hohe Insel Ilhéu Deitado, deren Name übersetzt „Liegende Insel“ bedeutet, und die bis zu 59 m hohe Insel Ilhéu em Pé („Stehende Insel“).

## Geschichte
Nach der Inbesitznahme der unbewohnten Insel 1439 durch das Königreich Portugal begann ab 1460 ihre Besiedlung. Nach schleppenden Fortschritten erhielt Josse van Huerter im Jahr 1466 die Erlaubnis, sich hier mit einer Gruppe ihm angeschlossener Flamen niederzulassen. 1723 wurde Madalena Sitz des neugeschaffenen dritten Verwaltungskreises der Insel.
2004 ernannte die UNESCO die auch im Kreis Madalena betriebene Weinbaukultur der Insel Pico zum Welterbe.

## Verwaltung
Madalena ist Sitz eines gleichnamigen Kreises (Concelho). Seine zwei Nachbarkreise auf der Insel Pico sind Lajes do Pico und São Roque do Pico. Der Kreis besteht aus sechs Gemeinden (Freguesias):

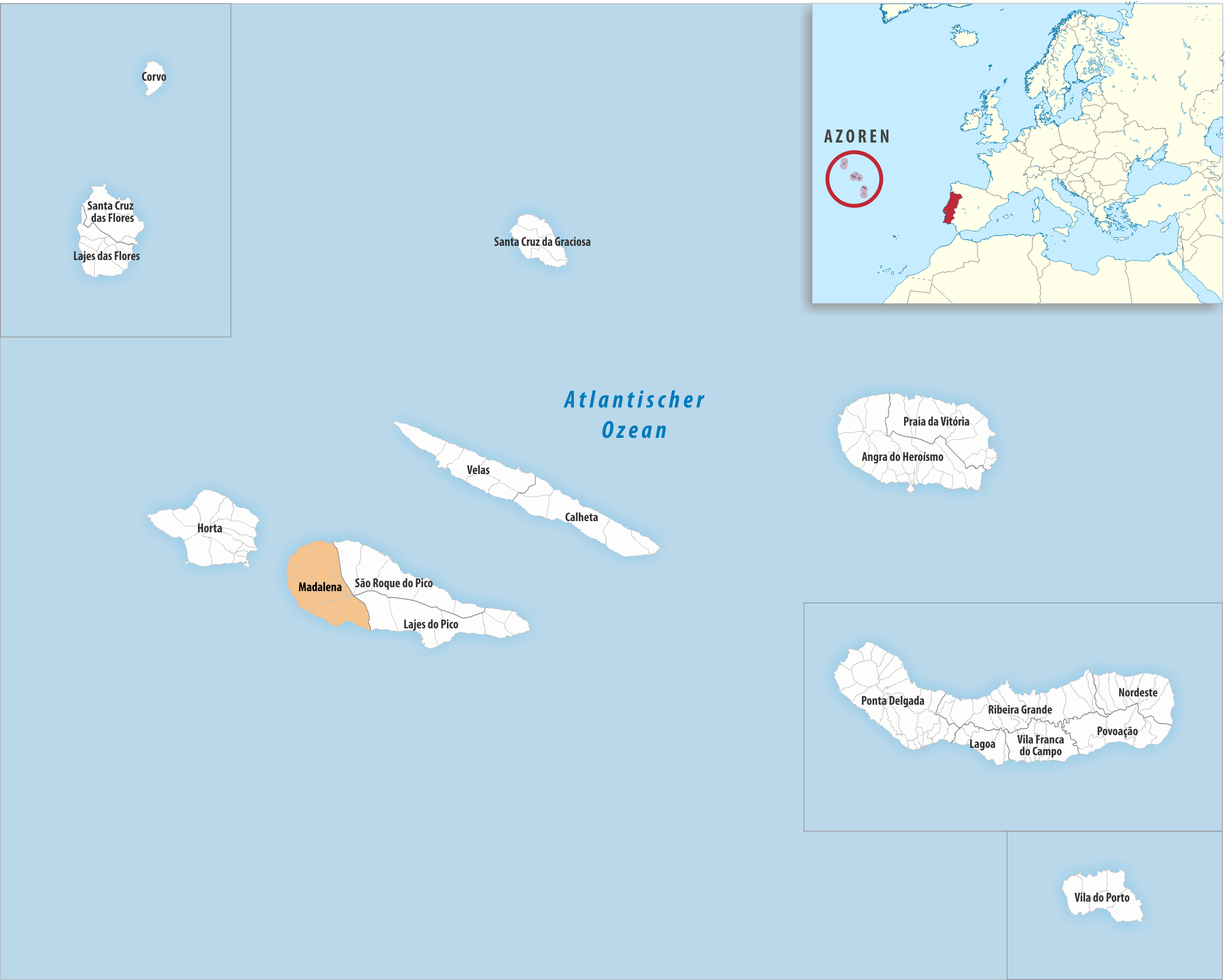
Kreis Madalena

| Gemeinde                | Einwohner (2021) | Fläche km² | Dichte Einw./km² | LAU- Code |
| ----------------------- | ---------------- | ---------- | ---------------- | --------- |
| Bandeiras               | 710              | 22,21      | 32               | 460201    |
| Candelária              | 829              | 29,70      | 28               | 460202    |
| Criação Velha           | 809              | 18,36      | 44               | 460203    |
| Madalena                | 2.882            | 35,59      | 81               | 460204    |
| São Caetano             | 414              | 23,88      | 17               | 460205    |
| São Mateus              | 675              | 17,37      | 39               | 460206    |
| Kreis Madalena (Azoren) | 6.319            | 147,11     | 43               | 4602      |

## Bevölkerungsentwicklung
| Einwohnerzahl im Kreis Madalena 1849–2011 |       |      |      |      |      |      |      |      |      |
| Jahr                                      | 1849  | 1900 | 1930 | 1960 | 1981 | 1991 | 2001 | 2004 | 2011 |
| Einwohner                                 | 12148 | 8499 | 7296 | 8359 | 5977 | 5964 | 6136 | 6184 | 6049 |

## Stadtanlage und Architektur
Im Stadtzentrum erhebt sich die dreischiffige Pfarrkirche Igreja Santa Maria Madalena aus dem 17. Jahrhundert mit ihren beiden weithin sichtbaren Türmen. In der Rua Carlos Dabney, der Hauptgeschäftsstraße, stehen das Rathaus (Câmara Municipal) aus dem 18. Jahrhundert und gegenüber die Heilig-Geist-Kapelle Império do Espírito Santo da Madalena. In der 1 500 m² großen Parkanlage Jardim dos Maroiços wurde ein „Maroiço“ errichtet. Hierunter versteht man eine für die Insel Pico typische Pyramide aus Lavagestein, die aus zahlreichen auf den Feldern aufgesammelten und bei der Feldarbeit störenden Steinen aufgeschichtet wurde.
In einem ehemaligen Kloster des Karmeliterordens, das im 17. Jahrhundert erbaut wurde, ist seit 1999 das Weinmuseum (Museu do Vinho) untergebracht.  Auf dem 800 m² großen Außengelände des Museums, auf dem der Weinbau zwischen aus Lavagestein aufgeschichteten und für die Azoren typischen Mauern verdeutlicht wird, stehen mehrere außerordentlich große Drachenbäume, von denen der älteste möglicherweise 800 – 1000 Jahre alt sein könnte. Diese Bäume waren bis in die 1960er Jahre von großer wirtschaftlicher Bedeutung für die Insel, da beim Anritzen ihrer Rinde ein roter Saft austritt, den man jahrhundertelang zum Färben von Textilien und zur Herstellung eines Schmerzmittels nutzte, und der die Menschen an das Blut von Drachen erinnerte – daher der Name des Baumes. In der Umgebung des Museums sind in der Straße Rua do Carmo mehrere Wohnhäuser erhalten, die aus Lavagestein erbaut wurden und einen Eindruck der traditionellen Architektur der Insel Pico vermitteln.
Im südlich gelegenen Ortsteil Areia Larga befindet sich das Herrenhaus Solar dos Salemas, dessen älteste Bauteile noch aus dem 18. Jahrhundert stammen.

## Verkehr
Der 1982 eröffnete Flughafen der Insel Pico mit Direktverbindungen nach Terceira und São Miguel liegt 8 km nordöstlich von Madalena. Der Hafen Madalenas, von dem aus mehrmals täglich eine Fähre nach Horta auf der westlichen Nachbarinsel Faial und Velas auf der nördlichen Nachbarinsel São Jorge (sowie von Juni bis September weiteren Inseln) verkehrt, ist einer der bedeutendsten der Azoren. Zusätzlich fahren von Madalena aus werktags zweimal, sonntags nur einmal  täglich je eine Buslinie die Nord- und die Südküste der Insel entlang bis an ihr östliches Ende in Piedade.

## Kommunaler Feiertag
- 22. Juli

## Städtepartnerschaften
- Portugal: Covilhã[12]

## Söhne und Töchter der Stadt
- Manuel de Arriaga Nunes (1843–1894), Arzt und Politiker, Reichsabgeordneter; Großvater des Generals, Politikers und Schriftstellers Kaúlza Oliveira de Arriaga
- Amélia Ernestina Avelar (1848–1886), Lyrikerin
- José da Costa Nunes (1880–1976), Erzbischof von Goa, dann Kurienkardinal
- Jaime Garcia Goulart (1908–1997), Bischof von Dili
- Arquimínio Rodrigues da Costa (1924–2016), Altbischof von Macau
- Manuel da Silva Rosa (* 1961), Historiker und Autor

## Galerie

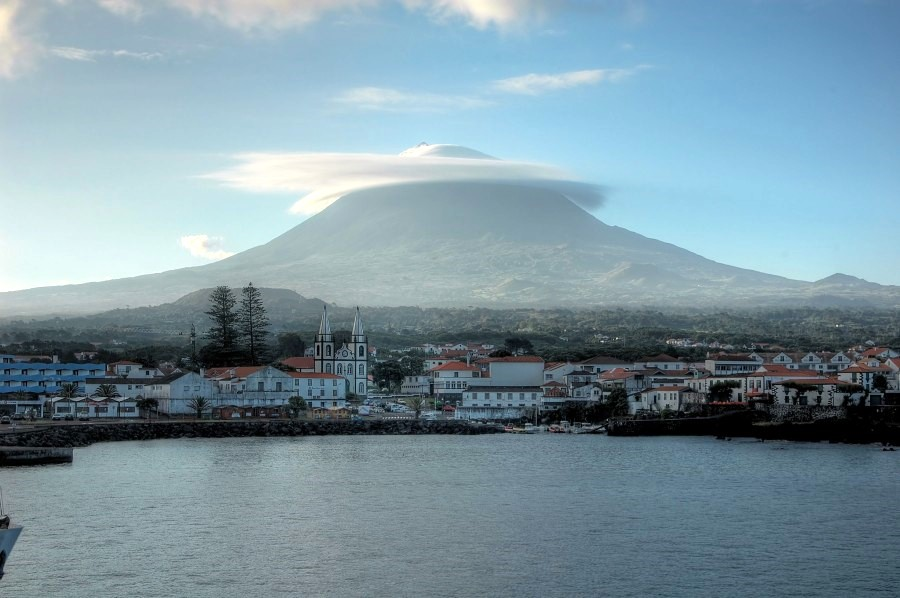
Blick auf den Hafen von Madalena und den Pico
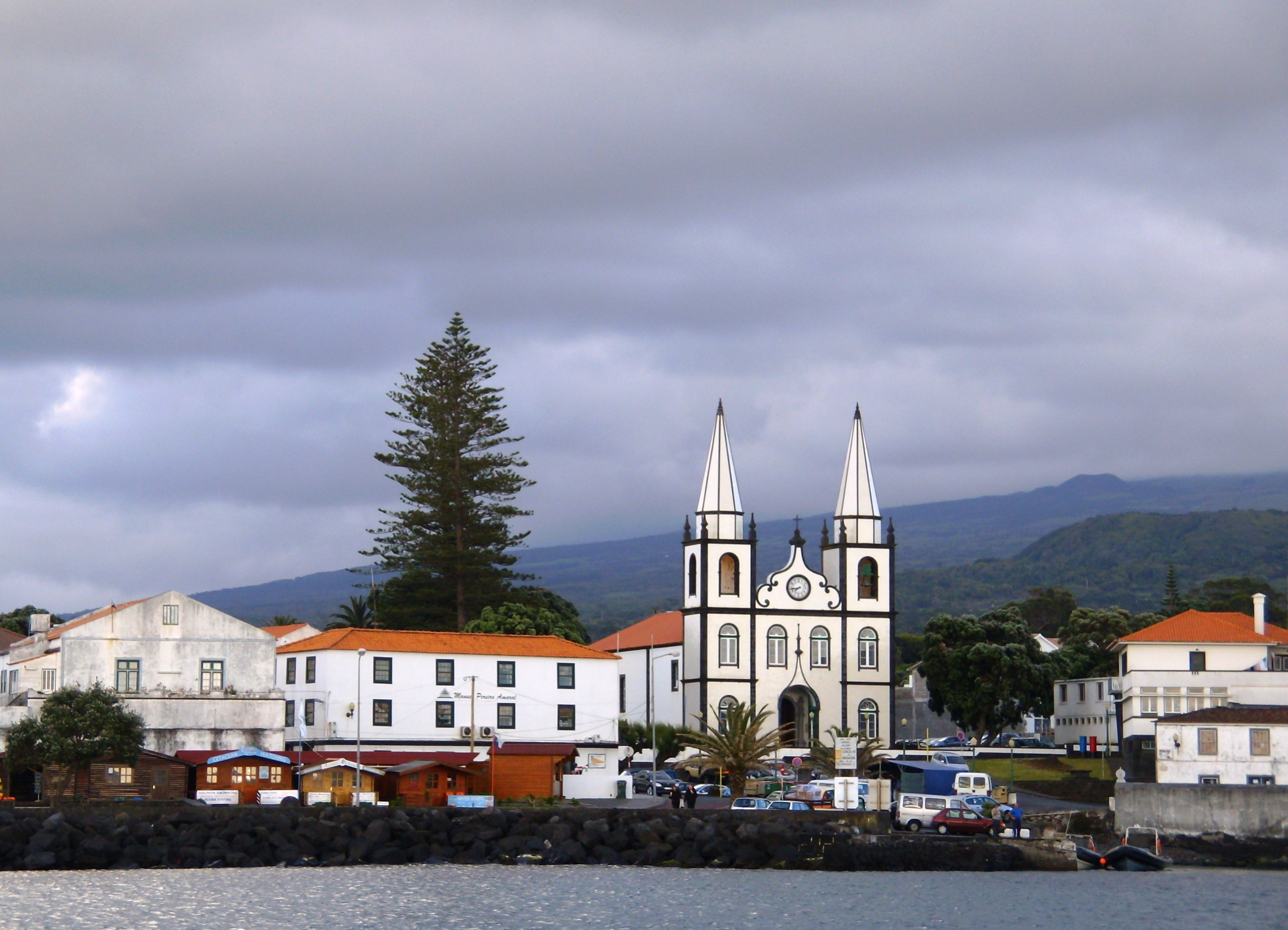
Pfarrkirche Igreja Santa Maria Madalena
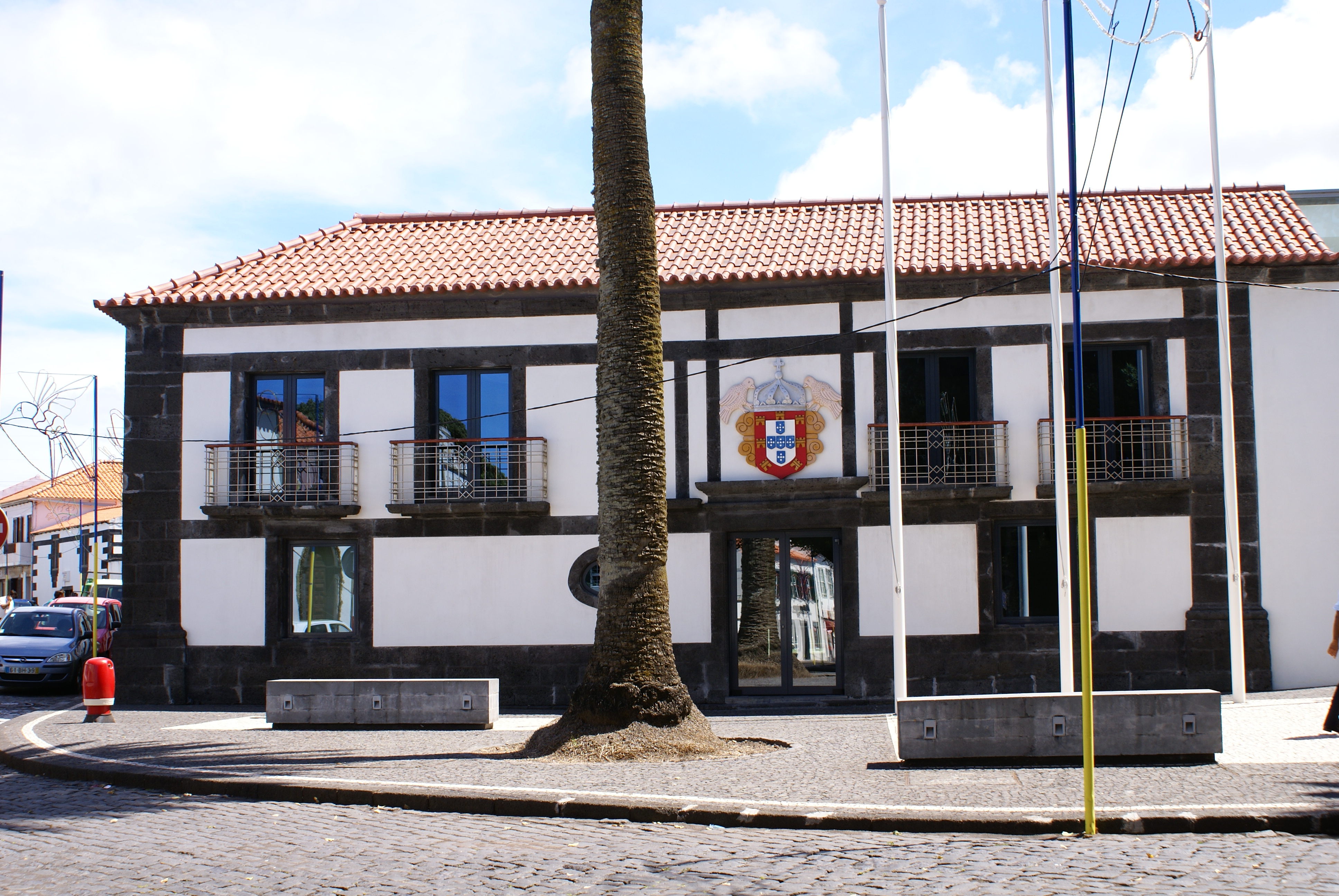
Rathaus
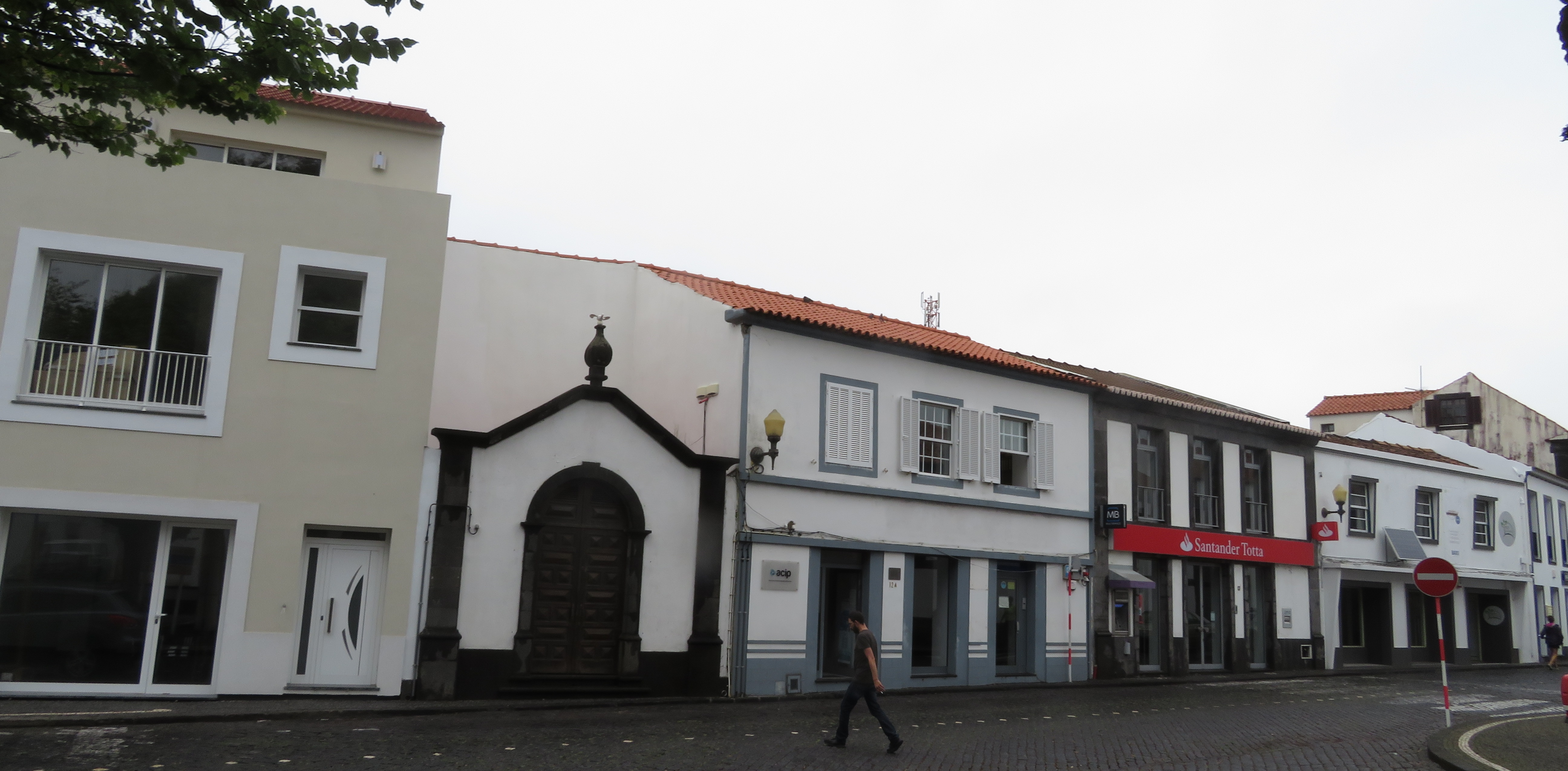
Rua Carlos Dabney und Kapelle Império do Espírito Santo da Madalena
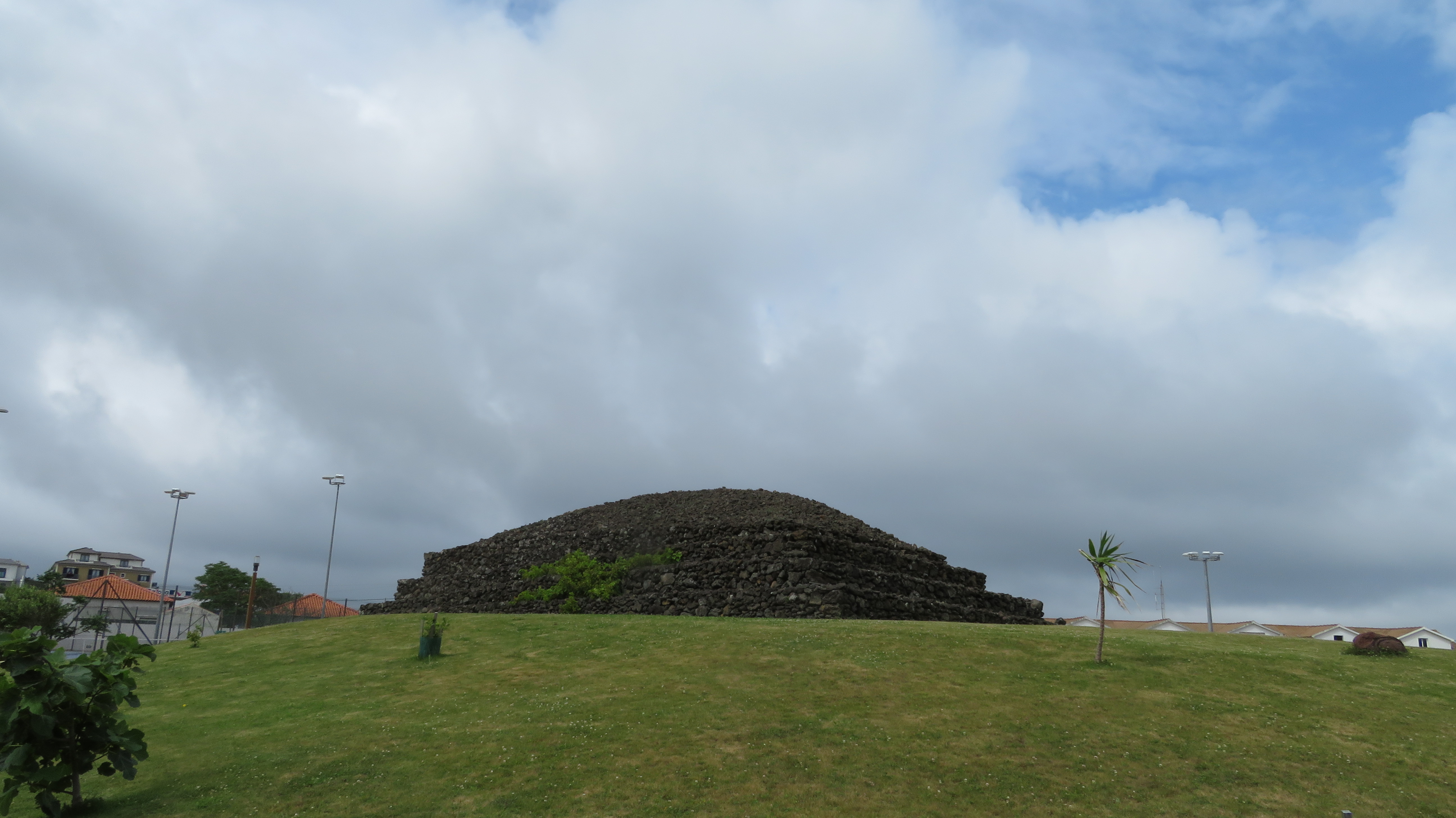
Parkanlage „Jardim dos Maroicos“ in Madalena
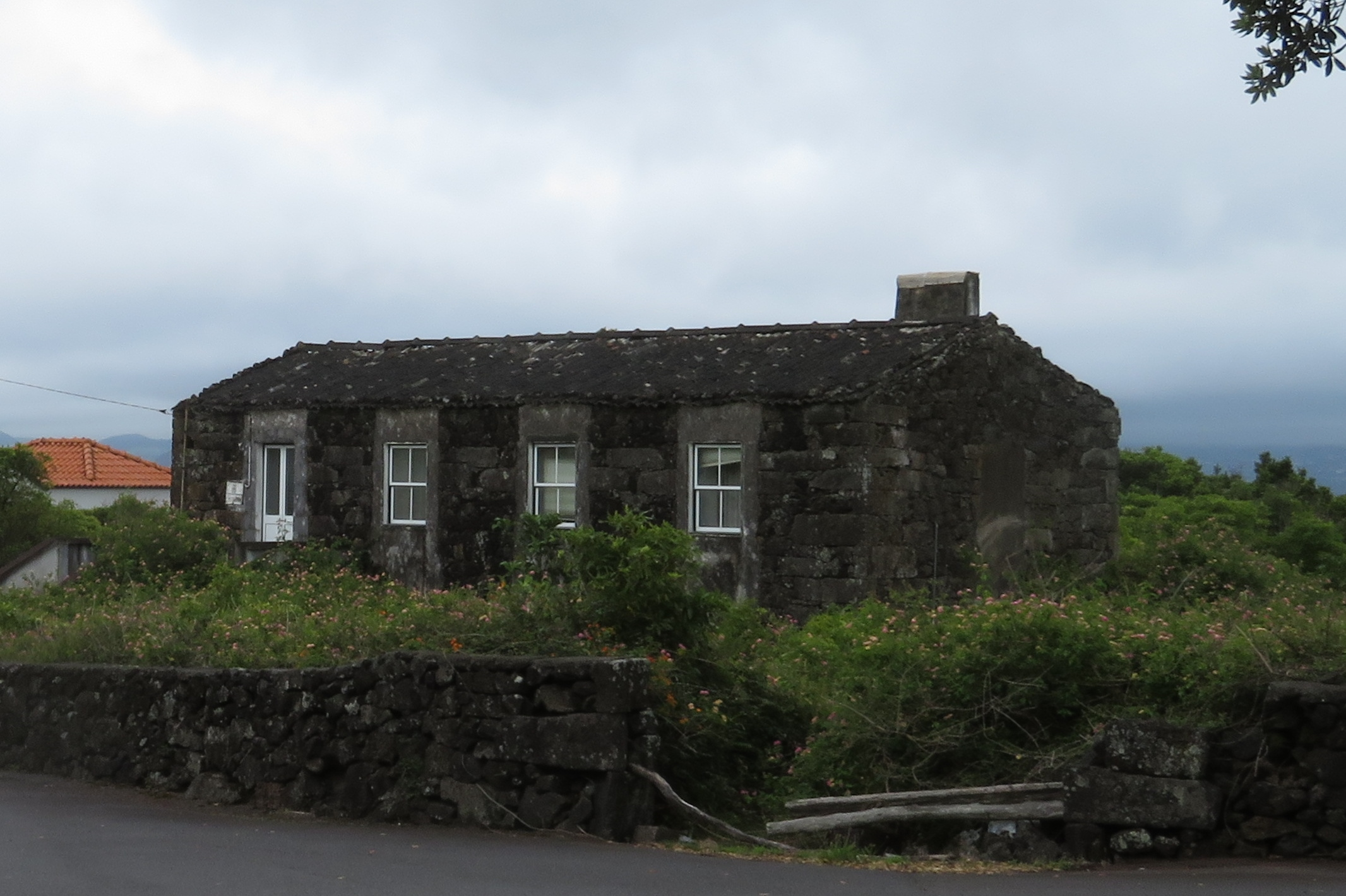
Wohnhaus im traditionellen Stil
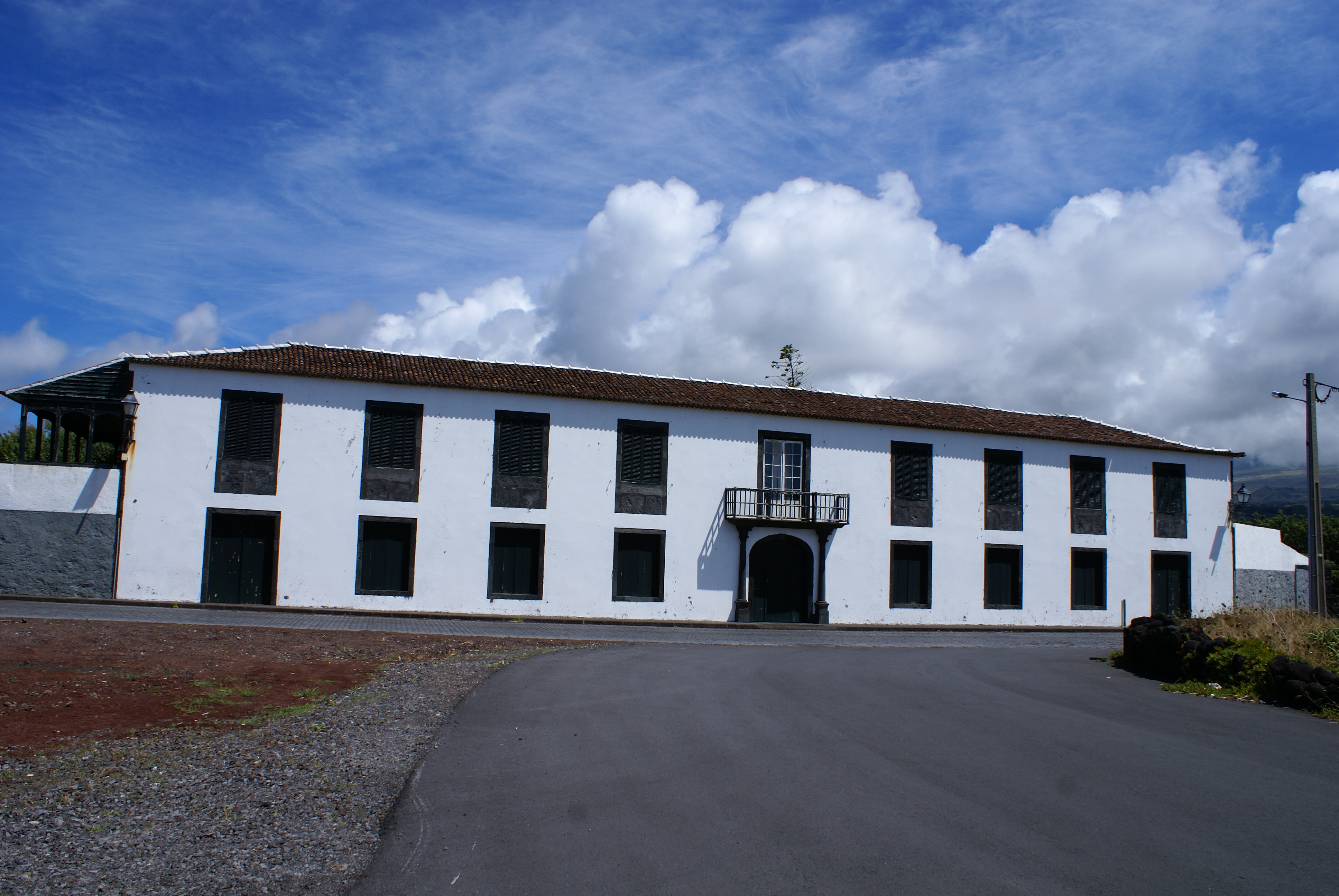
Herrenhaus Solar dos Salemas
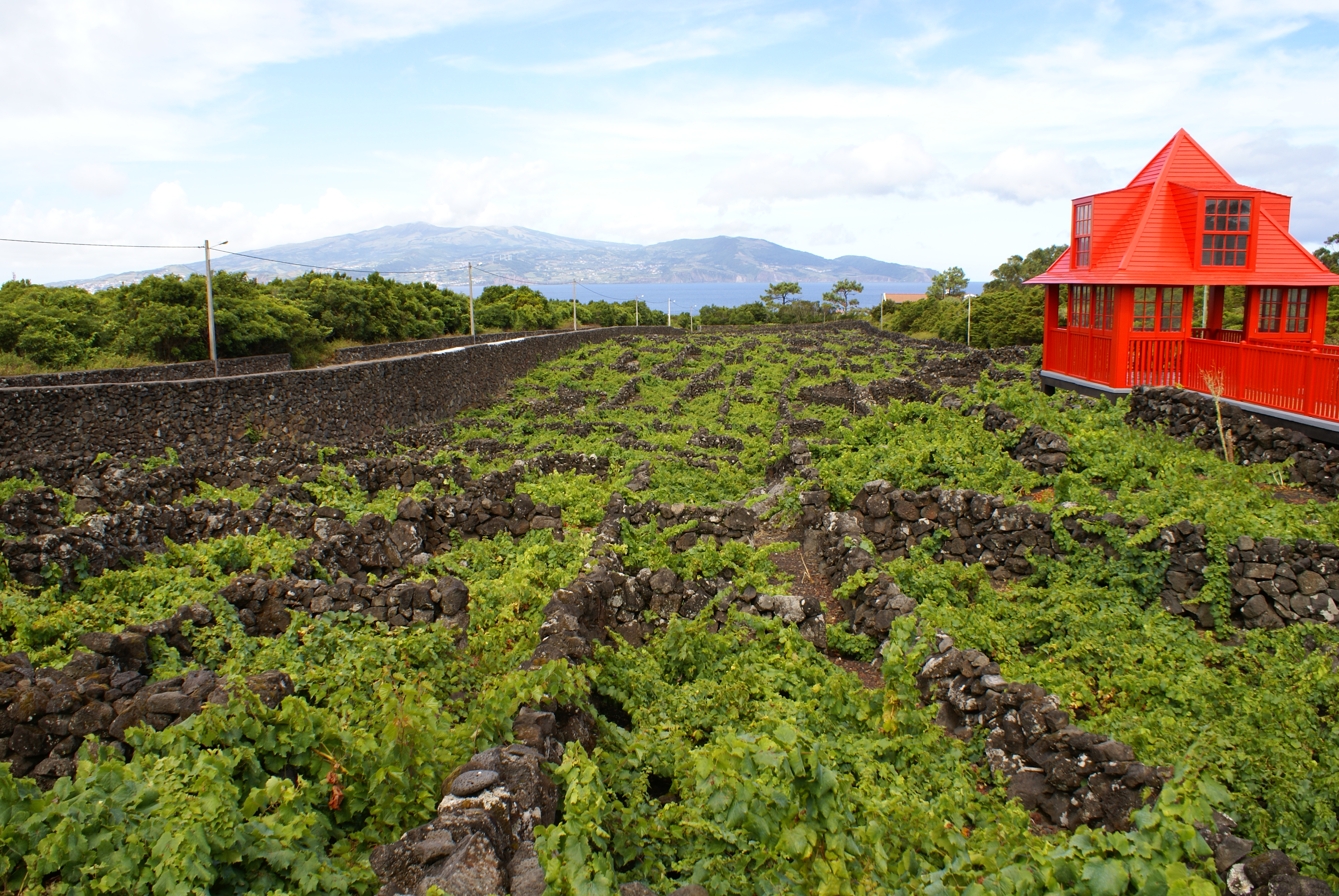
Weinmuseum